# Liste des députés de la cinquième législature du Landtag de Bade-Wurtemberg
Les députés de la cinquième législature du Landtag de Bade-Wurtemberg sont les députés du Landtag de Bade-Wurtemberg élus lors des élections régionales de 1968 en Bade-Wurtemberg pour la période 1968-1972.

## Liste des députés
| Député                   | Groupe parlementaire | Circonscription         | Remarques                                       |
| ------------------------ | -------------------- | ----------------------- | ----------------------------------------------- |
| Walter Ableiter          | FDP/DVP              | Calw                    | démissionne le 1er novembre 1970                |
| Hans Albrecht            | FDP/DVP              | Leonberg                |                                                 |
| Kurt Angstmann           | SPD                  | Mannheim-Stadt I        |                                                 |
| Erich Walter Barthold    | CDU                  | Reutlingen              |                                                 |
| Karl Baßler              | NPD                  | Böblingen               | député non inscrit à partir de septembre 1971   |
| Fritz Bauer              | SPD                  | Pforzheim               |                                                 |
| Traugott Bender          | CDU                  | Karlsruhe-Stadt I       |                                                 |
| Georg Birk               | CDU                  | Calw                    |                                                 |
| Karl Brachat             | CDU                  | Villingen               |                                                 |
| Johann Peter Brandebourg | FDP/DVP              | Freiburg-Stadt          |                                                 |
| Friedrich Brünner        | CDU                  | Ravensburg              |                                                 |
| Heinz Bühringer          | SPD                  | Waiblingen I            |                                                 |
| Wilhelm Buggle           | CDU                  | Tuttlingen              |                                                 |
| Wolfgang Daffinger       | SPD                  | Mannheim-Land II        |                                                 |
| Ralf Dahrendorf          | FDP/DVP              | Stuttgart III           | démissionne le 28 octobre 1969                  |
| Rudolf Decker            | CDU                  | Böblingen               |                                                 |
| Friedrich Degeler        | CDU                  | Heidenheim an der Brenz |                                                 |
| Theopont Diez            | CDU                  | Konstanz II             |                                                 |
| Paul Doll                | SPD                  | Heilbronn-Land II       |                                                 |
| Heinz Duffner            | SPD                  | Waldshut                |                                                 |
| Otto Dullenkopf          | CDU                  | Karlsruhe-Stadt II      | à partir du 20 août 1970                        |
| Rudolf Eberle            | CDU                  | Waldshut                |                                                 |
| Erich Emmrich            | SPD                  | Balingen                |                                                 |
| Alfred Entenmann         | CDU                  | Waiblingen              |                                                 |
| Helmut Epperlein         | NPD                  | Pforzheim               | décédé le 8 février 1969                        |
| Günter Erlewein          | SPD                  | Heilbronn-Stadt         |                                                 |
| Fritz Esser              | SPD                  | Mannheim-Stadt II       |                                                 |
| Emil Feucht              | FDP/DVP              | Heilbronn-Land II       |                                                 |
| Hans Filbinger           | CDU                  | Freiburg-Stadt          |                                                 |
| Thomas Fodi              | NPD                  | Pforzheim               | à partir du 17 février 1969                     |
| Gottlieb Frank           | CDU                  | Öhringen                |                                                 |
| Hans Frank               | SPD                  | Villingen               |                                                 |
| Fritz Frey               | CDU                  | Göppingen I             |                                                 |
| Alfons Frick             | CDU                  | Esslingen am Neckar II  |                                                 |
| Lothar Gaa               | CDU                  | Mannheim-Land I         |                                                 |
| Erich Ganzenmüller       | CDU                  | Schwäbisch Gmünd        |                                                 |
| Hugo Geisert             | CDU                  | Mosbach                 |                                                 |
| Erwin Geist              | SPD                  | Tübingen                |                                                 |
| Roland Gerstner          | CDU                  | Rastatt                 |                                                 |
| Robert Gleichauf         | CDU                  | Rottweil                |                                                 |
| Franz Gog                | CDU                  | Hechingen               |                                                 |
| Erwin Gomeringer         | CDU                  | Balingen                |                                                 |
| Hermann Gross            | SPD                  | Calw                    |                                                 |
| Franz Gurk               | CDU                  | Bruchsal                |                                                 |
| Wilhelm Gutmann          | NPD                  | Leonberg                |                                                 |
| Friedrich Haag           | FDP/DVP              | Stuttgart III           | à partir du 10 novembre 1969                    |
| Gottfried Haase          | SPD                  | Leonberg                |                                                 |
| Heinrich von Hacht       | SPD                  | Ludwigsburg I           |                                                 |
| Wilhelm Hahn             | CDU                  | Heidelberg-Stadt        |                                                 |
| Karl Hauff               | SPD                  | Stuttgart V             |                                                 |
| Wolfgang Haußmann        | FDP/DVP              | Stuttgart IV            |                                                 |
| Friedrich Heckmann       | NPD                  | Heidelberg-Land         |                                                 |
| Willi von Helden         | SPD                  | Göppingen I             |                                                 |
| Walter Hirrlinger        | SPD                  | Esslingen am Neckar I   |                                                 |
| Günter Höch              | SPD                  | Wangen im Allgäu        |                                                 |
| Albert Höfflin           | CDU                  | Emmendingen             | démissionne le 5 octobre 1971                   |
| Paul Hofstetter          | SPD                  | Stuttgart III           |                                                 |
| Anton Huber              | CDU                  | Aalen                   |                                                 |
| Anton Ilg                | CDU                  | Göppingen II            |                                                 |
| Wilhelm Jung             | CDU                  | Lörrach                 |                                                 |
| Erhard Junghans          | CDU                  | Tauberbischofsheim      |                                                 |
| Willibald Kimmel         | CDU                  | Mannheim-Stadt III      |                                                 |
| Otto Klenert             | CDU                  | Heilbronn-Land I        |                                                 |
| Max Knorr                | NPD                  | Lörrach                 |                                                 |
| Rolf Kosiek              | NPD                  | Heidelberg-Stadt        |                                                 |
| Udo Kraus                | SPD                  | Sinsheim                |                                                 |
| Rolf Krause              | NPD                  | Offenburg               |                                                 |
| Walter Krause            | SPD                  | Mannheim-Stadt III      |                                                 |
| Friedrich Kübler         | NPD                  | Calw                    |                                                 |
| Ernst Kühnle             | CDU                  | Karlsruhe-Land I        |                                                 |
| Werner Kuhnt             | NPD                  | Nürtingen               |                                                 |
| Erwin Lamparter          | SPD                  | Böblingen               | à partir du 14 septembre 1970                   |
| Hanne Landgraf           | SPD                  | Karlsruhe-Land I        |                                                 |
| Eugen Leibfried          | CDU                  | Sinsheim                |                                                 |
| Christian Leibing        | CDU                  | Ulm-Land                |                                                 |
| Franz Leuser             | CDU                  | Donaueschingen          |                                                 |
| Eduard Leuze             | FDP/DVP              | Reutlingen              |                                                 |
| Alfred Löffler           | CDU                  | Freiburg-Land           |                                                 |
| Hans Lorenser            | CDU                  | Ulm-Stadt               |                                                 |
| Nikolaus Lorenz          | SPD                  | Lörrach                 |                                                 |
| Anton Lutz               | CDU                  | Saulgau                 |                                                 |
| Oskar Marczy             | FDP/DVP              | Böblingen               |                                                 |
| Toni Menzinger           | CDU                  | Karlsruhe-Stadt II      |                                                 |
| Ernst Merz               | CDU                  | Nürtingen               |                                                 |
| Bernhard Müller          | CDU                  | Stuttgart I             |                                                 |
| Friedrich Müller (de)    | SPD                  | Bruchsal                |                                                 |
| Hermann Müller           | FDP/DVP              | Crailsheim              |                                                 |
| Rudolf Müller            | FDP/DVP              | Öhringen                |                                                 |
| Martin Mußgnug           | NPD                  | Reutlingen              |                                                 |
| Willy Niethammer         | SPD                  | Rottweil                |                                                 |
| Gerhard Noller           | SPD                  | Reutlingen              |                                                 |
| Guntram Palm             | FDP/DVP              | Waiblingen II           |                                                 |
| Rolf Röhm                | SPD                  | Nürtingen               |                                                 |
| Hans Roth                | CDU                  | Enz                     |                                                 |
| Robert Ruder             | CDU                  | Offenburg               | à partir du 11 septembre 1970                   |
| Ernst Rudigier           | FDP/DVP              | Donaueschingen          |                                                 |
| Ernst Schäfer            | SPD                  | Böblingen               | démissionne le 8 septembre 1970                 |
| Alois Schätzle           | CDU                  | Emmendingen             | à partir du 18 octobre 1971                     |
| Rudolf Schieler          | SPD                  | Freiburg-Stadt          |                                                 |
| Karl Schiess             | CDU                  | Überlingen              |                                                 |
| Josef Schmidt            | SPD                  | Emmendingen             |                                                 |
| Arnold Schmidt-Brücken   | FDP/DVP              | Heidelberg-Stadt        |                                                 |
| Erich Schneider          | CDU                  | Backnang                |                                                 |
| Norbert Schneider        | CDU                  | Freudenstadt            |                                                 |
| Friedrich Schock         | CDU                  | Waiblingen II           | démissionne le 10 janvier 1969                  |
| Rolf Schoeck             | CDU                  | Ludwigsburg I           |                                                 |
| Ventur Schöttle          | CDU                  | Ehingen                 |                                                 |
| Erhard Schrempp          | CDU                  | Offenburg               | démissionne le 1er septembre 1970               |
| Joachim Schröder         | SPD                  | Stuttgart II            |                                                 |
| Bernhard Schroth         | SPD                  | Rastatt                 |                                                 |
| Hans-Otto Schwarz        | SPD                  | Stuttgart IV            |                                                 |
| Josef Siedler            | CDU                  | Wangen im Allgäu        |                                                 |
| Camill Siegwarth         | CDU                  | Karlsruhe-Land II       |                                                 |
| Lothar Späth             | CDU                  | Bietigheim-Bissingen    |                                                 |
| Alfons Stadler           | CDU                  | Villingen               | à partir du 8 juin 1971                         |
| Günther Steeb            | CDU                  | Waiblingen II           | à partir du 10 janvier 1969                     |
| Friedrich Stephan        | SPD                  | Offenburg               |                                                 |
| Friedrich Stock          | FDP/DVP              | Freudenstadt            |                                                 |
| Peter Stöckicht          | NPD                  | Öhringen                |                                                 |
| Friedrich Konrad Stork   | FDP/DVP              | Freiburg-Land           |                                                 |
| Karl Theodor Uhrig       | CDU                  | Lahr/Schwarzwald        |                                                 |
| Hermann Veit             | SPD                  | Karlsruhe-Stadt II      |                                                 |
| Hermann Viellieber       | CDU                  | Konstanz I              |                                                 |
| Wolfgang Vogt            | FDP/DVP              | Pforzheim               |                                                 |
| Kurt Vollmer             | FDP/DVP              | Waiblingen I            |                                                 |
| Fritz Weber              | FDP/DVP              | Calw                    | à partir du 5 novembre 1970                     |
| Werner Weinmann          | SPD                  | Esslingen am Neckar II  |                                                 |
| Gerhard Weiser           | CDU                  | Sinsheim                |                                                 |
| Gerhard Weng             | CDU                  | Tübingen                |                                                 |
| Claus Weyrosta           | SPD                  | Ludwigsburg II          |                                                 |
| Reinhold Wild            | NPD                  | Crailsheim I            | député non inscrit à partir du 13 décembre 1971 |
| Martin Wurm              | CDU                  | Stuttgart III           |                                                 |
| Fritz Wurster            | CDU                  | Pforzheim               |                                                 |
| Camill Wurz              | CDU                  | Baden-Baden             |                                                 |
| Alfons Zinser            | CDU                  | Biberach an der Riß     |                                                 |